# Metropolitana di Lima
La metropolitana di Lima è una metropolitana a servizio della capitale peruviana Lima.

## Progetti
Il progetto completo si compone di 3 linee principali, oltre ad altri minori (Itinerari DMTU), ma in futuro ce ne saranno 5.
- La Linea 1 (nord-sud) - da Villa El Salvador fino al previsto scambio con la linea 2 a San Juan de Lurigancho, nel centro cittadino.
- La Linea 2 (est-ovest) - da Ate a Callao
- COSAC Etapa 1 - da Barranco a Comas

## Struttura

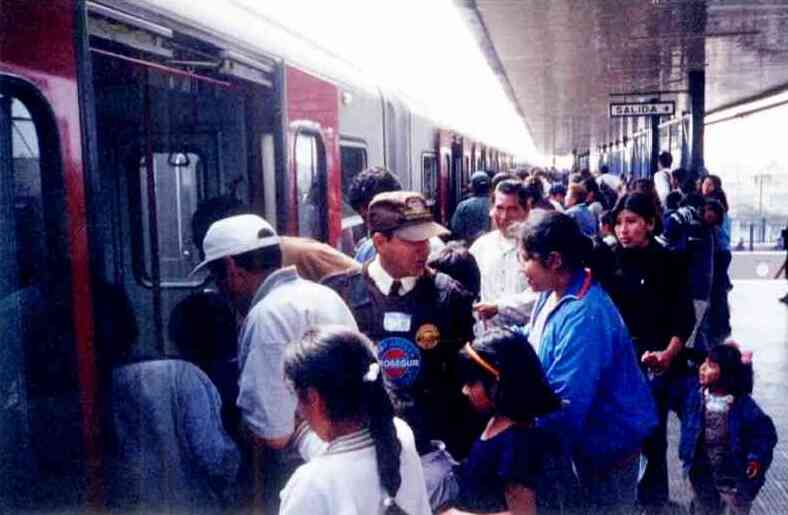
Passeggeri salgono su un'ML100 alla stazione di Atocongo.

La linea 1 si estende per 34,4 km dal distretto di Villa El Salvador (dove si trova il centro di manutenzione) a Bayovar, facendo tappa in 26 stazioni.
La linea 2 è stata inaugurata nel suo primo tratto, di 5 km con 5 stazioni, il 21 dicembre 2023.

## Veicoli
All'inizio la metropolitana adottò una piccola flotta di 6 ML100 costruite dalla ditta italiana AnsaldoBreda, in tutto e per tutto (salvo la livrea rossa) identiche alle coeve MB100 costruite per la linea B della metropolitana di Roma.
Dal 2013, la metropolitana usa principalmente 35 unità Alstom Metropolis, costruiti dalla ditta francese Alstom e simili alla serie 9000 della metropolitana di Barcellona.
Le ML100 sono attualmente usate solo in ora di punta e come riserva.